# پیکوئیگنت
پیکوئیگنت (انگلیسی: Pequignet) شرکت ساعت‌سازی فرانسوی است، که در سال ۱۹۷۳ توسط امیل پکینت تأسیس شد.